# レンツェンドーギーン・ジグジッド
レンツェンドーギーン・ジグジッド（モンゴル語: Рэнцэндоогийн Жигжид、英語: Rentsendoogiin Jigjid、1959年 - ）は、モンゴルの政治家、外交官。駐日大使（2006～2011年）、鉱業大臣（2014～2017年）を歴任。
1981年から1985年まで、文部省の国費外国人留学生として長野県上田市の信州大学繊維学部繊維工学科で修学。同学卒業後には駐日大使や鉱業大臣などを歴任。2018年4月29日、ドミー・トゥムルトゴー国際モンゴル学会名誉会長と共に平成30年春の外国人叙勲受章者に選ばれて、旭日重光章を受勲した。